# Ética de la argumentación
La ética de la argumentación es una teoría presentada en 1988 por el profesor Hans-Hermann Hoppe. Hoppe afirma que su teoría demuestra que argumentar a favor de cualquier posición de ética política diferente del anarquismo libertario es lógicamente inconsistente. Describe su argumento como una estricta consecuencia lógica y libre de valores a partir de un fuerte razonamiento deductivo. Ha recibido especial atención por parte de los filósofos y analistas lógicos libertarios.

## Fundamento praxeológico
La ética de la argumentación es un argumento praxeológico - a priori y libre de juicios de valor - para sustentar una ética libertaria deontológica. La ética de la argumentación afirma que el principio de no agresión es un presupuesto de la argumentación por lo que no se puede negar racionalmente. El argumento se basa en el enfoque de la ética del discurso desarrollado por Jürgen Habermas y Karl-Otto Apel, la praxeología de Ludwig von Mises, y la filosofía política de Murray Rothbard.
Hoppe toma nota de que, dado que existe escasez, surgen conflictos sobre el uso de bienes rivales entre los agentes morales. Ocurrido el conflicto, los agentes pueden optar por resolverlos de manera no violenta mediante la participación en la argumentación. Por lo tanto el acto de la argumentación política presupone normas contingentes a la norma fundamental de la resolución no violenta de conflictos. Algunos ejemplos son "el lenguaje ha aceptado significados intersubjetivos", "las proposiciones argumentativas necesitan ser justificables como verdaderas", ext. A tales normas Hoppe denomina el apriori de la argumentación (APoA). La negación de estas normas presupuestas en el acto de la argumentación constituye una contradicción performativa, vaciando de cualquier significado al argumento. Tales normas fundamentales subyacen a cualquier justificación moral puesto que cualquier justificación moral debe tener lugar en un argumento, ya que incluso a negar esto implicaría el negador está involucrado en una discusión.

## Principio de no agresión
La ética de la argumentación tiene como objetivo mostrar que el principio de no agresión se desprende del a priori de la argumentación y así es un presupuesto lógico de cualquier argumentación. Hoppe argumenta que solo las normas universales son consistentes con el a priori de la argumentación, mientras distinciones categóricas arbitrarias no tienen justificación intersubjetiva. Hoppe argumenta entonces que, dado que la argumentación requiere el uso activo de su cuerpo, todas las normas universales para la resolución de los conflictos por el cuerpo humano ajenas a la autopropiedad son incompatibles con la argumentación. Hoppe argumenta entonces que, dado que la resolución de los conflictos por los recursos externos deben también ser objetivamente justificables, solo la creación física de un enlace objetivo por apropiación original (es decir colonización) es una norma compatible con la argumentación. A partir de esto Hoppe llega a la conclusión de que solo el principio de no agresión de la propiedad de uno mismo y la apropiación lockeana pueden justificarse en una discusión sin contradicción.

## Castigo y legítima defensa
Teniendo referencia a la doctrina legal del "estoppel" (exclusión), la teoría del "estoppel dialógico" de Stephan Kinsella extiende la teoría de la ética argumentativa al considerar una discusión entre la víctima y el agresor. Kinsella sostiene que un agresor no puede objetar ser castigado proporcionalmente por su acto de agresión, por la víctima o por los representantes de la víctima, ya que al cometer la agresión se compromete con la proposición de que el uso de la fuerza es legítimo, y por lo tanto, su rechazo del consentimiento basado en un derecho normativo a no ser maltratado físicamente contradice su legitimación agresiva de la fuerza, es decir, que está "impedido" de dar su consentimiento.

## Propiedad intelectual
La ética argumentativa es incompatible con la propiedad intelectual, ya que esta define los derechos de propiedad sobre los conceptos, que son inherentemente no escasos o inaprehensibles. Los derechos de propiedad sobre bienes superabundantes, no-escasos, no evitan el conflicto, sino más bien buscan el conflicto. Además, dado que los conceptos son abstracciones, no puede surgir ningún conflicto objetivo sobre su uso.

## Respuestas
Las respuestas a la ética de argumentación han sido variadas. Muchos teóricos libertarios modernos han aceptado el argumento de Hoppe, entre ellos Walter Block, Stephan Kinsella, y Murray Rothbard, quien dijo:

En un deslumbrante avance para la filosofía política general y para el libertarismo en particular, se las ha arreglado para trascender a la famosa dicotomía del ser/deber ser, hecho/valor, que ha plagado la filosofía desde los tiempos de los escolásticos y que ha llevado al libertarismo moderno a un tedioso punto muerto. No sólo eso: Hans Hoppe se las ha arreglado para establecer la defensa de los derechos anarcocapitalistas lockeanos de una forma radical sin precedentes, que hace que en comparación mi propia postura de ley y derechos naturales parezca casi cobarde.

Otros teóricos libertarios no han aceptado el argumento de Hoppe. Roderick Long había escrito:

No creo que haya ninguna razón para rechazar de plano el tipo de argumento que trata de dar Hoppe, por el contrario, la idea de que podría haber alguna conexión profunda entre los derechos libertarios y los requisitos del discurso racional es un encuentro atractivo y eminentemente plausible.[...] Sin embargo, no estoy convencido de que el argumento específico que Hoppe nos da es exitoso.

Los economistas Robert Murphy y Gene Callahan han dado críticas. Stephan Kinsella ha respondido a sus críticas. El profesor David Osterfeld también ha expresado su crítica, que fue respondida por Hoppe.